# Тарехац
Тарехац (с армянского буквально: хлеб-год) — армянский национальный хлеб, по традиции выпекаемый в Армении и армянской диаспоре в канун Нового Года или Рождества. Готовый хлеб представляет собой окружность с ямками на ободе, символизирующими плодородие и богатство. В тарехац на счастье запекалась монетка или фасолина, а сам хлеб раздавался во время праздников. Считалось, что тому, кому фасоль попадётся во время трапезы, грядущий год принесёт счастье и богатство.
F